# 曲物

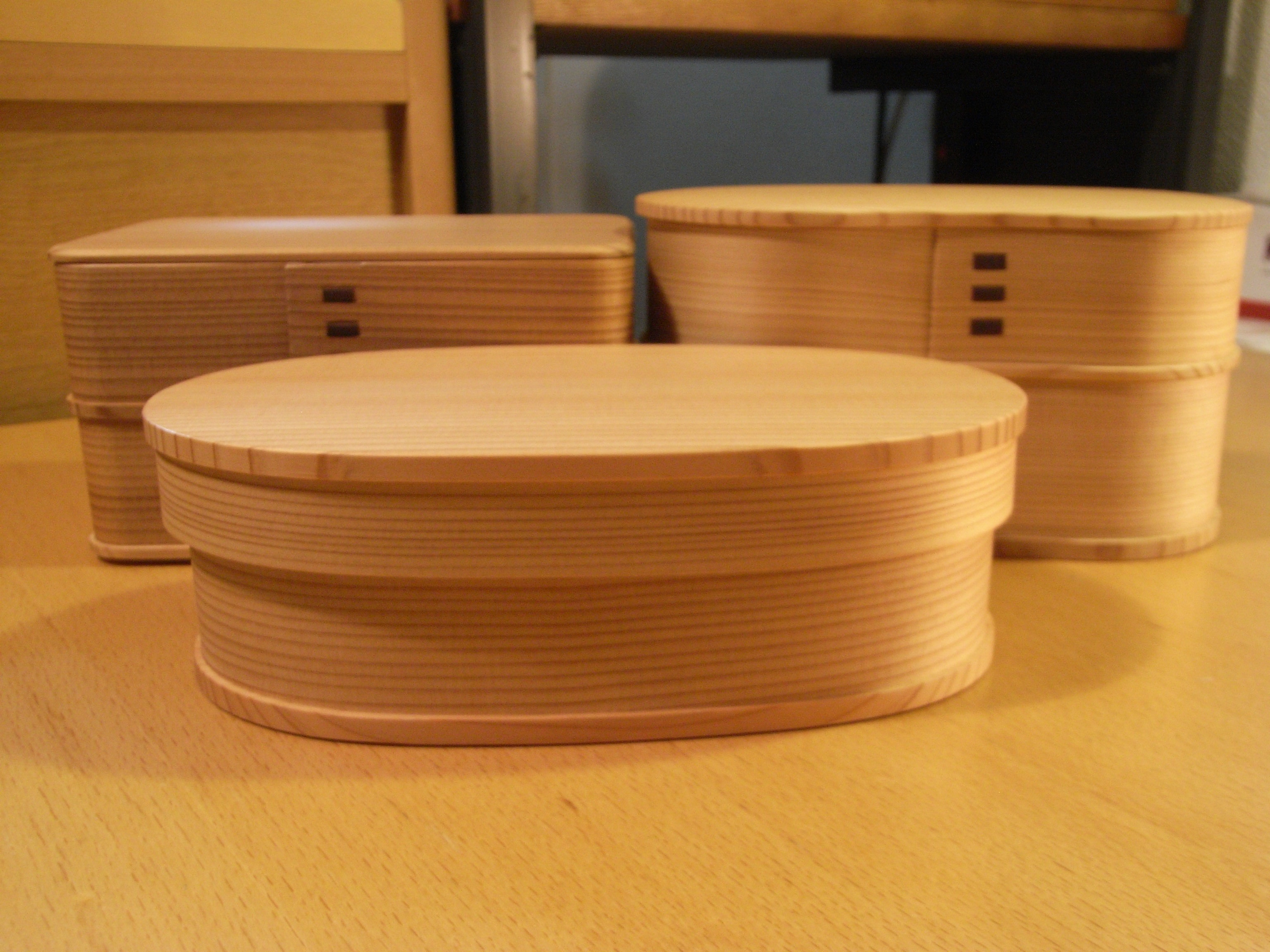
曲物のひとつ、秋田県の大館曲げわっぱ。

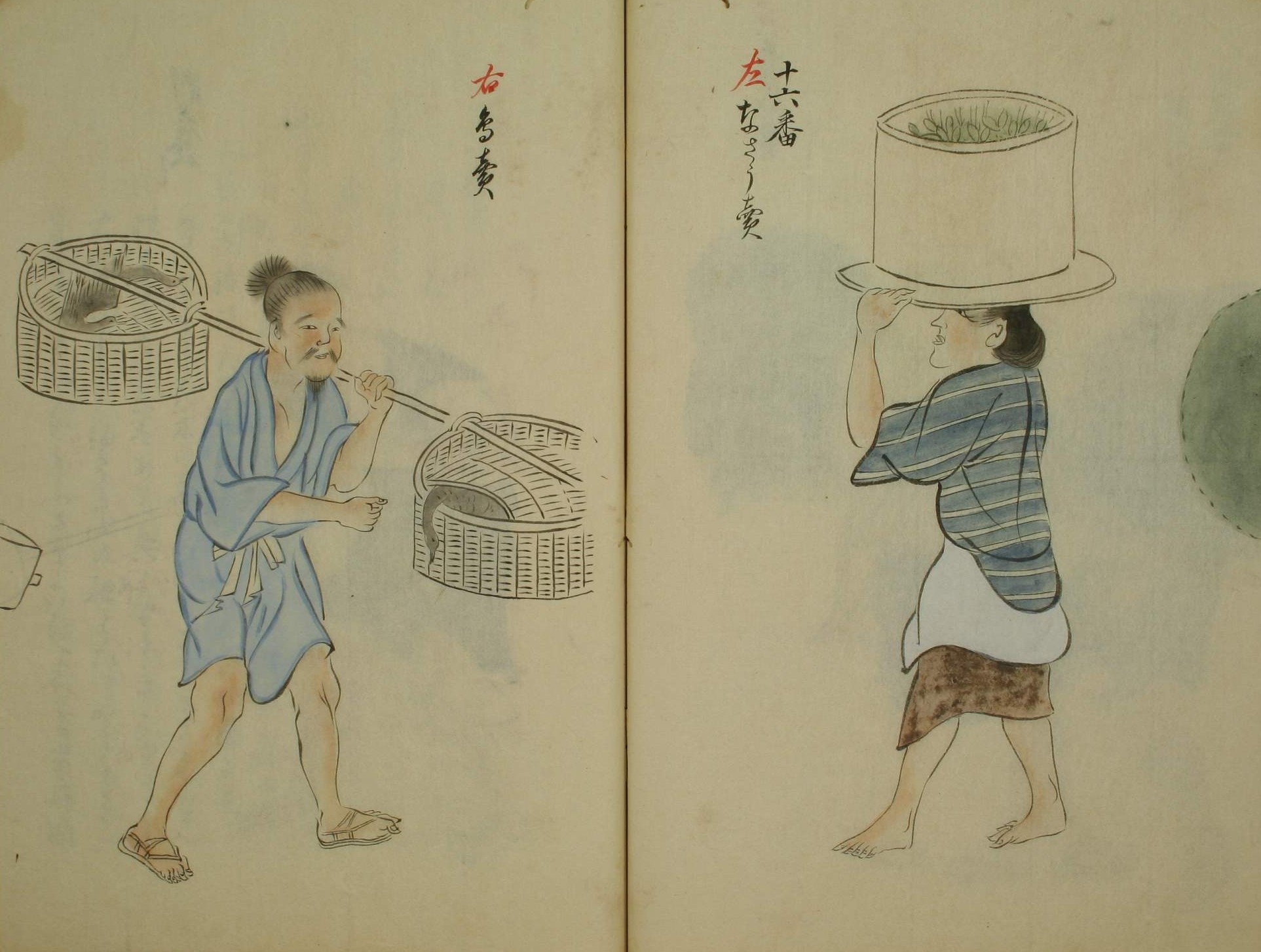
室町時代の菜売（右）。素足の女性が曲げ物の器を頭上に載せ、青菜類を売り歩く。（『三十二番職人歌合』、1494年、その1838年の模写より）

曲物（まげもの・わげもの）は、檜・杉などの薄く削り取った材を円形に曲げ、合せ目を樺・桜の皮などで綴じて作った容器。曲物を作る職人を曲物師、特に曲げ職人を曲師という。

## 歴史
曲物は、古代より日用品として使用されていたといわれる。
その例として、例えば平安時代から鎌倉時代の絵画である「扇面古写経」・「鳥獣人物戯画」・「信貴山縁起絵巻」・「男衾三郎絵詞」・「北野天神縁起（弘安本）」・「東北院職人歌合絵巻」などには「桶」が描かれており、絵画の制作年代から類推して、この「桶」は鎌倉時代以降に作られた結桶ではなく曲桶であり、曲物の「桶」が遅くても平安時代以降には日用的に使用されていたとされている。
また古来、曲物はこの「桶」の他に「井筒」としても使用されたといわれる。曲物井筒と呼ばれるもので、井戸の内壁に曲物を施し、側壁が崩れないようにした。井筒は野面積みの石垣などが多く用いられるが、古代は木材を使用しており、曲物井筒もその方法の一つとして古代から用いられたとされる。例として、石川県寺家遺跡や高座遺跡の例（中世期）や秋田県洲崎遺跡（13世紀末）、岩手県落合遺跡（鎌倉時代）などがある。
古代遺跡の発掘調査の結果、曲げ物が出土した例を以下に列挙する。
- 島根県の出雲国国府の発掘調査：奈良時代の祭祀遺構として、井戸から曲物容器が出土。
- 鳥取県の青谷上寺地遺跡の発掘調査：曲物の他、幾種の木工品が出土。
- 青森県八戸市の是川中居遺跡の発掘調査：出土した「漆塗り樹皮製容器」について、同市教育委員会は約3,000年前の縄文時代晩期初めごろの「漆塗りふた付き曲げ物」であると評価。
- 奈良県奈良市の平城宮遺跡の発掘調査：井戸から曲物容器が出土。

時代の経過とともに、これらの曲物は「桶」における「結桶」や「井筒」における「石垣」などの登場によって廃れていったが、江戸時代以降も弁当箱や膳、盆、菓子器、華器、茶道用器などに利用され、現在も少なからず生産されている。

## 産地
種々の代替製品が存在することや、資材調達が難しい状況から、生産量は限定的である。現在、曲物を地域の工芸品・特産品・名産品としている主な地域は以下のとおり。
- 青森県藤崎町のひばの曲物
- 秋田県大館市の大館曲げわっぱ
- 福島県檜枝岐村の曲げ輪っぱ
- 群馬県中之条町のめんぱ
- 新潟県燕市（旧吉田町）の曲物製品
- 栃木県宇都宮市の曲物
- 東京都中野区の曲物
- 長野県塩尻市の木曽奈良井の曲物
- 岐阜県中津川市の恵那曲物製品
- 静岡県静岡市の井川メンパ
- 三重県尾鷲市の尾鷲わっぱ
- 京都府京都市の京の木工芸品
- 大阪府大阪市の曲げ物
- 福岡県福岡市の博多曲物
- 宮崎県日之影町のめんぱ